# Portada/efemèride febrer 3
Umm-Kulthum
« 2 de febrer · 3 de febrer · 4 de febrer »